# Андреево (Кирилловский район)
Андреево — деревня в Кирилловском районе Вологодской области.
Входит в состав Талицкого сельского поселения, с точки зрения административно-территориального деления — в Талицкий сельсовет.
Расстояние по автодороге до районного центра Кириллова — 70 км, до центра муниципального образования Талиц — 5 км. Ближайшие населённые пункты — Большое Шевелево, Титово, Кузнецово.
По переписи 2002 года население — 6 человек.